# Eucharius Holzach (Maler)
Eucharius Holzach (* 1705 in Basel; † nach 1752) war ein Schweizer Kunst- und Fayencemaler.

## Leben
Eucharius Holzach wurde als Sohn des Leistschneiders Hieronymus Holzach und dessen Gattin Margaretha Märkt geboren. 1731 wurde er in Basel in die Zunft zum Himmel aufgenommen. 1742 arbeitete er an der Wappentafel der Webernzunft. Er betätigte sich auch als Fayencemaler. Von 1749 bis 1752 ist er als Mitarbeiter der Höchster Porzellanmanufaktur in Höchst bezeugt. Er war mit Elisabeth Jenny vermählt und Lehrer seines Sohnes Hieronymus Holzach.